# Stiel-Eiche Dorfplatz Oberpoyritz

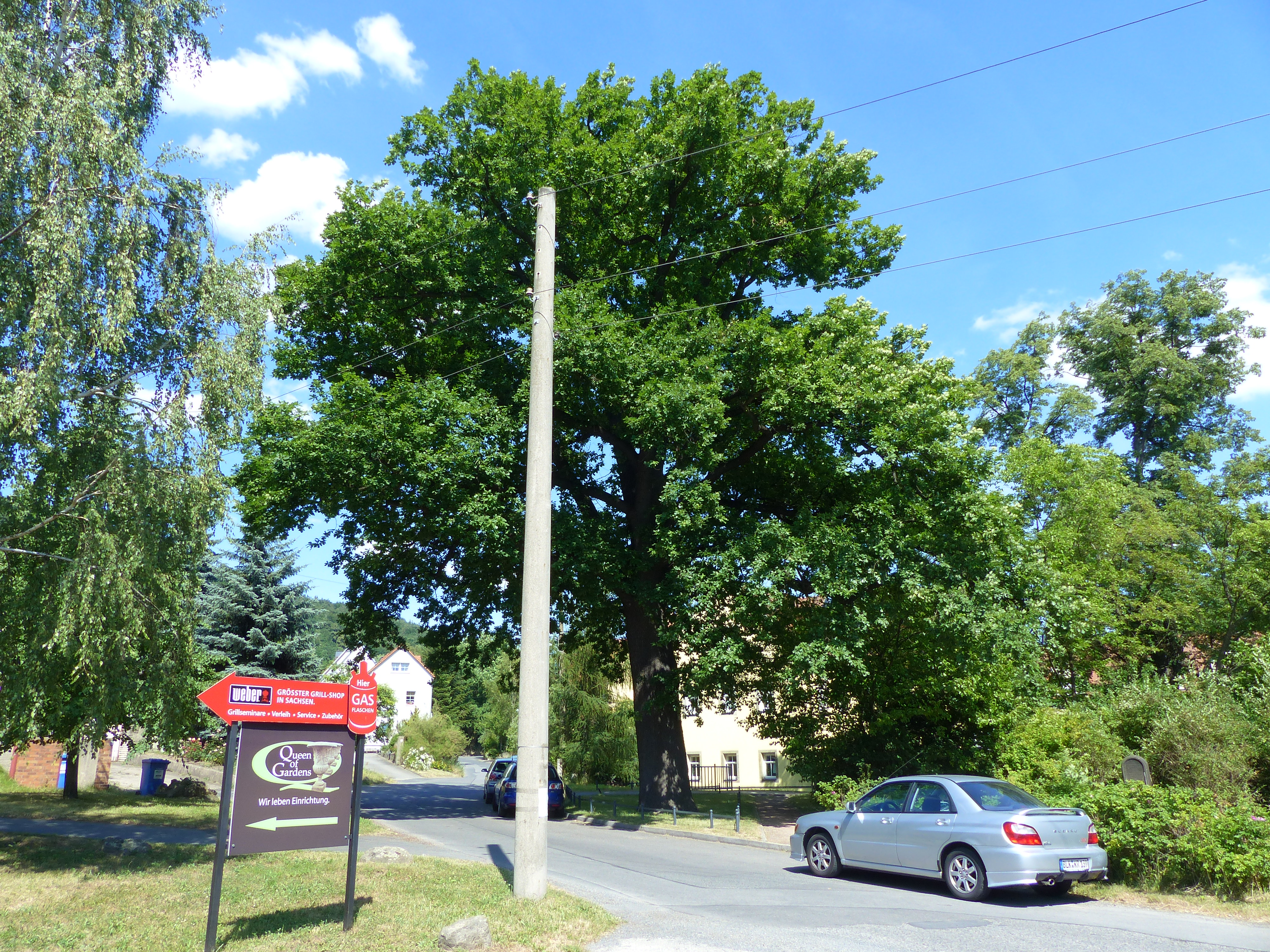
Naturdenkmal Stiel-Eiche Dorfplatz Oberpoyritz, 2014

Die Stiel-Eiche Dorfplatz Oberpoyritz ist ein als Einzelbaum ausgewiesenes Naturdenkmal (ND 85) im Dresdner Stadtbezirk Loschwitz im äußeren Südosten der sächsischen Landeshauptstadt. Die Stiel-Eiche (Quercus robur) ist mit einer Höhe von etwa 25 Metern, einem Kronendurchmesser von etwa 25 Metern und einem Stammumfang von 4,30 Metern eine platzbeherrschende Landmarke.

## Geographie

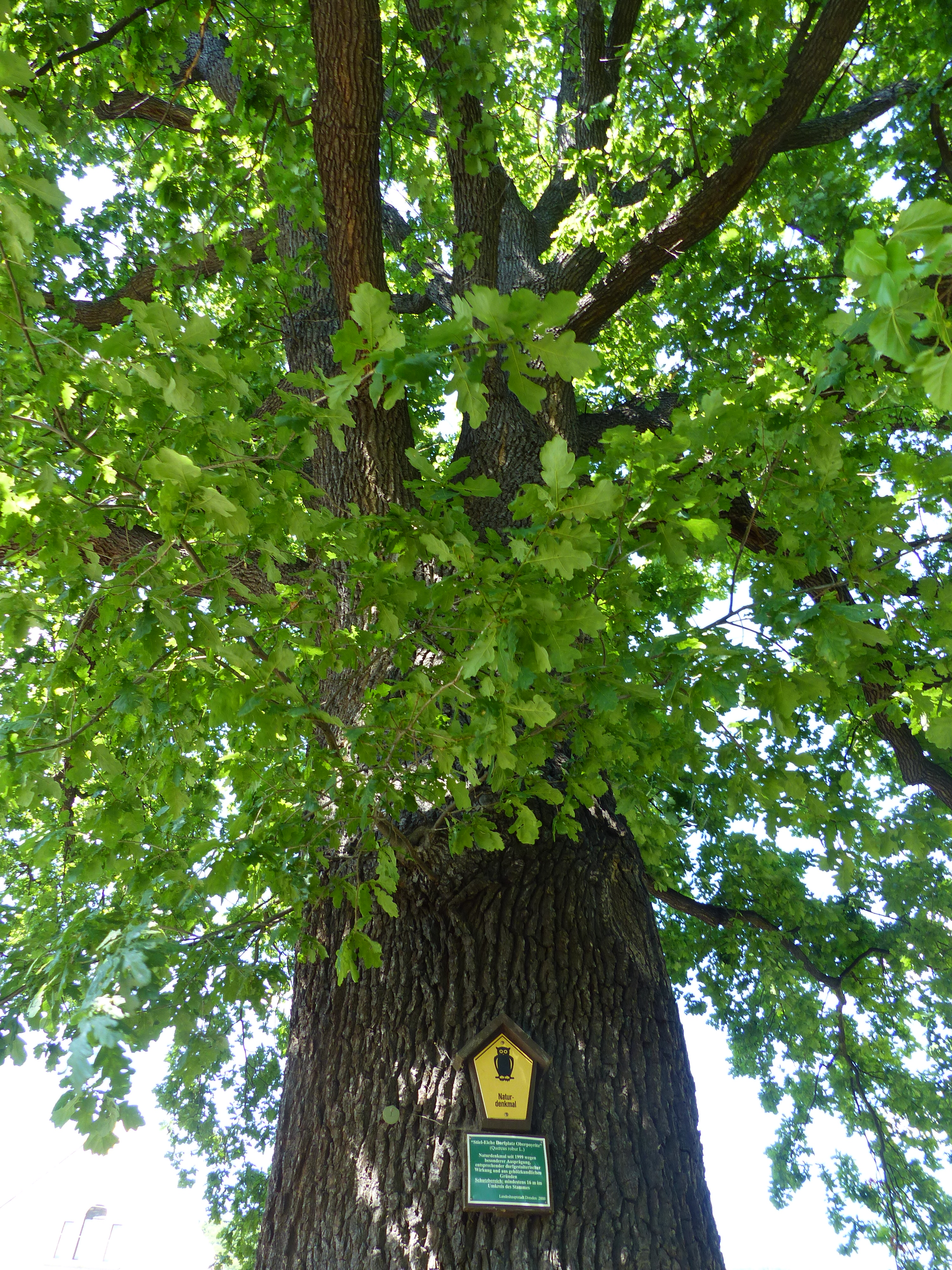
Naturschutztafeln am Stamm

Der freistehende Baum befindet sich recht zentral auf dem Dorfplatz von Oberpoyritz, östlich des Nord-Süd-Straßenzugs. Zwischen dem Baum und den östlich angrenzenden Wohngrundstücken fließt die Viehbotsche und mündet etwa 40 Meter südlich des Stamms in den westwärts fließenden Graupaer Bach.

## Geschichte
In einer städtischen Veröffentlichung aus dem Jahr 2008 wurde ihr Alter auf ca. 150 Jahre geschätzt, was ihren Ursprung in die Mitte des 19. Jahrhunderts datiert.
In den 1980er und 1990er Jahren wies die Eiche eine zunehmend lichter werdende Krone sowie helle Blattfarbe auf. Zurückgeführt wurde dies auf die bestehende Befestigung rings um den Baum sowie eine eventuell undichte Gasleitung im Wurzelbereich des Baums. Wie bei der Säuleneiche auf dem Schulhof Mockritzer Straße und den beiden Stieleichen Hüblerstraße ließ die Stadtverwaltung 1998 eine grundhafte Standortsanierung durchführen. Die Gasleitung wurde umverlegt und die Grundstückszufahrten sowie der Gehweg erhielten Wurzelbrücken. Bei Spülungen wurden noch fünf Meter außerhalb der Kronentraufe zentimeterdicke Wurzeln gefunden.
Zur weiteren Sicherung und Erhaltung des Baumes hat der Dresdner Stadtrat ihn am 10. Juni 1999 als Naturdenkmal festgesetzt. Der Schutzstatus erstreckt sich bis zur Kronentraufe zuzüglich 3 Metern, mindestens jedoch 16 Meter im Umkreis des Stammes.
Ähnlich der Kauschaer Alberteiche, ebenfalls durch eine Gasleitung beeinträchtigt, ließen sich wenige Jahre nach der Standortsanierung Verbesserungen im Zustand der Krone feststellen.